# Total World Paranoia
Total World Paranoia è il secondo album studio del gruppo gothic metal tedesco Thora. Fu pubblicato per la prima volta nel 2004 in edizione autoprodotta, per poi essere riedito nell 2005 dall'etichetta discografica tedesca Fear Section.

## Tracce
Testi di Thomas Fräntzki.
1. Something Beautiful – 4:10 (musica: Ralf Puffer, Thomas Fräntzki)
2. Wings of Fire – 3:33
3. Songs of Emptiness – 4:08
4. Society II – 4:04 (musica: Puffer, Fräntzki)
5. Just to Be in Bloom – 4:20 (musica: Puffer, Fräntzki)
6. Shadow of Life – 3:46 (musica: Puffer, Fräntzki)
7. Total World Paranoia – 4:25 (musica: Puffer, Fräntzki)
8. Going Down – 3:25 (musica: Puffer, Fräntzki)
9. Dead Angel – 3:14 (musica: Puffer, Fräntzki)
10. Crucify God – 5:20
11. Christ Abuse – 3:59 (musica: Puffer, Fräntzki)
12. The Black Roses – 3:50 (musica: Puffer, Fräntzki)
13. The Heroes – 3:40

## Formazione
- Thomas Fräntzki - voce
- Ireneusz Henzel - chitarra
- Will Tümmers - basso
- Janusz Korzeń - batteria